# Polarisering (elektromagnetism)

Animation där ett polarisationsfilter vrids i polariserat ljus.

Linjärt polariserad elektromagnetisk våg, till exempel ljus

Animerad linjärt polariserad elektromagnetisk våg, till exempel ljus. Det elektriska fältet visas i rött medan det magnetiska fältet visas i blått

Högercirkulärt polariserad elektromagnetisk våg

Animerad högercirkulärt polariserad elektromagnetisk våg

Elektromagnetiska vågor, inklusive ljus, rör sig i en vågrörelse utmed en rät linje. Opolariserat ljus innehåller många plan och många vågrörelser som är spridda som en solfjäder runt ljusets rätlinjiga riktningsaxel. Polarisering av elektromagnetiska vågor, som till exempel synligt ljus, innebär att vågens elektriska fält inte längre är slumpmässigt fördelade runt ljusets riktningsaxel, utan samlade i ett enda plan utmed ljusets axel. En vanlig tillämpning är i LCD-skärmar, i vissa 3D film och TV format och i polariserande solglasögon som tar bort störande reflexer.
Polarisering är även viktig för radiovågor. Den matematiska beskrivningen av elektromagnetiska vågors polarisation liknar mycket polarisation av transversella vågor på en sträng.
Polarisering kan vara linjär eller cirkulär.

## Historik
Fenomenet polarisation upptäcktes 1808 av den franske fysikern Étienne Louis Malus, 1775–1812, som betraktade den nedgående solens spegelbild i ett fönster genom en dubbelbrytande kalkspatsplatta. Han såg då bara en bild av solen i stället för två, som han hade väntat sig. En spegel av glas eller annat icke-metalliskt material ger nämligen fullständig polarisation om tangenten för infallsvinkeln är lika med materialets brytningsindex. Fönstret tjänstgjorde här som polarisator. 

## Optik

### Linjär polarisering
Vid linjär polarisering är det elektriska fältet alltid parallellt med ett och samma plan.
- Vertikal polarisering - det elektriska fältet svänger i ett vertikalt plan.
- Horisontell polarisering - det elektriska fältet svänger i ett horisontellt plan.

Genom att filtrera ljus med ett polarisationsfilter släpper man i full utsträckning endast fram de ljusvågor som svänger i ett visst plan och filtrerar helt bort dem som svänger i planet vinkelrätt mot detta. Ljusvågor som svänger i mellanliggande plan reduceras till sin profil sedd i det ofiltrerade planet och försvagas därmed i motsvarande mån. Resultatet blir att det filtrerade ljusets vågor endast svänger i ett plan, och detta kallas då linjärt polariserat ljus.
Det äldsta och enklaste polarisationsfiltret består av en serie tunna metalltrådar som löper till exempel horisontellt. Detta filter släpper endast igenom ljus vars elektriska fält svänger i ett vertikalt plan. Elektriska fält i ett horisontellt plan absorberas av att de orsakar elektronrörelser utmed de elektriskt ledande metalltrådarna.
Ett kommersiellt polarisationsfilter för synligt ljus består idag av ett material med parallella polymerkedjor där fria elektroner kan vandra längs polymerkedjorna. När ljus som har en polarisationsriktning som är parallell med kedjorna passerar kommer ljuset att omvandlas till elektronrörelser i polymerkedjorna och energin upptas av filtret. Om ljuset har en polarisationsriktning som är vinkelrätt mot kedjorna kan de fria elektronerna inte följa och absorbera vågen och filtret upptar ingen energi från vågen.
Radiovågor kan polariseras på samma sätt som synligt ljus. På grund av den längre våglängden så kan då ett galler med parallella metallstavar användas.
Förutom i polarisationsfilter uppstår polariserat ljus i reflexer, till exempel i vattenytor. Polaroidsolglasögon är solglasögon med polarisationsfilter, som släcker ut reflexerna från is och vatten så att man inte blir bländad av reflekterat solljus. Polarisation kan även uppstå när opolariserat ljus skickas igenom en dubbelbrytande kristall, till exempel kalkspat (CaCO3).

### Cirkulär polarisering
- Högercirkulär polarisering - det elektriska fältet vrider sig till höger runt sin rätlinjiga riktningsaxel.
- Vänstercirkulär polarisering - det elektriska fältet vrider sig till vänster runt sin rätlinjiga riktningsaxel.

Vid cirkulär polarisering vrider sig det polariserade planet som en skruv runt ljusets riktningsaxel. Cirkulär polarisering kan framställas som både högercirkulär polarisering och vänstercirkulär polarisering. Metoden används bland annat för att producera 3D film och TV. Fördelen med cirkulär polarisering mot linjär polarisering är att den är okänslig för vinkelskillnader mellan sändare och mottagare. Om du till exempel lutar på huvudet under en cirkulärt polariserad 3D film så ser du ingen skillnad i bildkvaliteten.
Ett filter för cirkulär polarisering är betydligt mer komplicerat än ett för linjär polarisering. Första steget i cirkulär polarisering är linjär polarisering. Det linjärt polariserade ljuset träffar sedan ett cirkulärt polariserande filter. Detta filter bryter upp det inkommande ljuset i två delar. Den första delen bibehåller sitt ursprungliga svängningsplan men passerar genom filtret något långsammare än den andra delen. Den första delen av ljuset försenas motsvarande en kvarts våglängd. Den andra delen utsätts för en förändring som vrider dess elektriska svängningsplan 90 grader men behåller dess hastighet. När dessa ljuskomponenter lämnar filtret så återförenas de. På grund av den cykliskt varierande dominansen mellan de två komponenterna så återförenas de till ett cirkulärt polariserat ljus vars elektriska svängningsplan skruvar sig fram genom rymden.
Genom att framställa både högercirkulär och vänstercirkulär polarisering så kan två olika bildserier förmedlas till åskådaren för att åter filtreras med cirkulärt polariserade filter för att skilja de två. På detta sätt ser åskådaren två olika bildserier med höger respektive vänster öga vilket motsvarar vad vi normalt ser och uppfattar som 3D.

## Radiosignaler
Vid bland annat utsändning av rundradiovågor använder man vågor som svänger enbart horisontellt eller enbart vertikalt. Då är det viktigt att veta om antennen ska sitta horisontellt eller vertikalt. Genom att varva sändare med olika polarisering på olika orter, kan man effektivare utnyttja frekvensspektrumet och placera sändare närmare varandra på frekvensskalorna. Valet av antenn, och hur man monterar den, avgör vilken polarisation man får.
En bra mottagare ska ha en antenn som tar emot endast med den polarisering som den önskade sändaren sänder på. Det finns även antenner som kan ta emot sändare med vilken polarisering som helst, till exempel bilradiosändare där man varken känner till polarisering eller i vilken riktning sändaren befinner sig. En nackdel med de antennerna, är att störningar kan förekomma.
Cirkulära polariseringar används inte i markbundna utsändningar i Norden, undantaget i satellit-tillämpningar, men är vanligt i till exempel USA, där man med en enstaka kraftig sändare vill kunna tränga igenom svårforcerad terräng på långa avstånd. Jämför med hur en borr "äter" sig igenom ett trästycke.
För vertikal och horisontell polarisering använder man ofta dipolantenner, alternativt Yagiantenner. Den sistnämnda har fördelen att den på ett enkelt sätt dessutom har viss riktverkan.
För cirkulära polariseringar använder man gärna modifierade dipolantenner där spröten är "snurrade" som kardelerna i en elkabel, i den riktning man önskar.